# Zombie
Pour les articles homonymes, voir Zombie (homonymie).
Œuvres principales
- La Nuit des morts-vivants (1968)
- 28 Jours plus tard (2002)
- The Walking Dead (2010-2022)

Un zombie ou zombi (terme utilisé à l'origine en français, dérivé de zonbi en créole haïtien ; nzumbi, zumbi, vumbi (mvumbi, nvumbi) ou nzambi en kimbundu/kikongo),,, est une personne fictive ayant perdu toute forme de conscience et d'humanité, au comportement violent envers les êtres humains et dont le mal est terriblement contagieux.
Il trouve ses origines dans la culture haïtienne et sert également à qualifier les victimes de sortilèges vaudous permettant de ramener les morts à la vie ou de détruire la conscience d'un individu afin de le rendre corvéable à merci. Le mot « zonbi » signifie en créole « esprit » ou « revenant ». Il désigne également des dieux esprits de tribus africaines. Depuis le XIXe siècle, les zombies ont ainsi revêtu de nombreuses formes et trouvé un écho signifiant en particulier dans les folklores européens et américains.

## Concept
Le terme renvoie à deux types de créatures fantastiques assez différentes. Dans la culture vaudou, le zombie est un mort réanimé et sous le contrôle total d'un sorcier. Parallèlement à ce type de créature, la culture populaire occidentale qualifie de zombies tous les morts-vivants partiellement décomposés, dépourvus de langage, de raison et souvent de conscience, qui survivent en se nourrissant de la chair humaine des vivants. Dans certaines histoires, les zombies sont créés à partir d'une drogue ou d'un virus.

Une zombie dévorant sa victime. Photogramme du film La Nuit des morts-vivants de George A. Romero (1968).

Ces monstres récurrents dans les histoires d'horreur contemporaines ont été popularisés par le film La Nuit des morts-vivants (1968). Dans les œuvres de fiction modernes, la notion de zombie tend à s'élargir et à se rapprocher de celle, plus globale, de mort-vivant, désignant toute créature animée en état de mort cérébrale arborant un teint cyanosé ainsi que de larges plaies et cicatrices sur toute la surface de son corps, voire en état de décomposition plus ou moins total. Par là, ils s'opposent notamment aux vampires, qui ont d'ordinaire l'apparence d'humains normaux et ne ressemblent pas du tout à des cadavres (nonobstant la pâleur de leur teint), ainsi qu'aux fantômes, dont l'existence se manifeste sur le plan purement spirituel, et qui sont difficiles à percevoir pour les vivants.
Une nuance importante doit être faite entre deux conceptions de ce type de zombie. La première, qui est aussi la plus ancienne, désigne des cadavres de revenants, souvent ressuscités par l'intermédiaire de sciences occultes et manipulés par un sorcier. La seconde, plus récente, désigne des personnes décérébrées contaminées par une maladie ou un élément chimique, lesquels leur donnent l'apparence de morts-vivants pourrissant debout, donc dépourvus d'intelligence et recherchant continuellement la chair des vivants. Leur état est mieux explicable médicalement, ils sont souvent davantage incontrôlables, et surtout, bien plus nombreux : en général, les fictions mettent en scène une poignée de héros face à des hordes innombrables de zombies.
Par extension, le terme peut également désigner quelqu'un ayant l'air absent, amorphe au point de se demander s'il n'est pas plus mort que vivant.

## Afrique et vaudou

### Afrique de l'Ouest
Lors des déportations, les esclaves originaires d'Afrique ont amené avec eux leurs croyances. Bien que le vaudou tel que pratiqué en Afrique soit limité originellement à l'Ouest du continent, le vaudou pratiqué par les esclaves exilés est un syncrétisme de différentes religions comme le catholicisme et croyances insulaires et africaines.
De nombreux noms à consonance proche se retrouvent dans les croyances africaines, selon les ethnies et les pays, pour désigner divers esprits, démons ou revenants : Mvumbi et Nsumbi (région du Congo), Ndzumbi (Mitsogo du Gabon), Nvumbi (Angola), Nzambi et Zumbi (Kongos), bibi ou bi zan zan (Ewes et Mina).

### Afrique du Sud
Dans les croyances d'Afrique du Sud, la notion de zombie au XXe siècle recouvre l'idée d'esprit prisonnier d'une sorcière qui le force à travailler.

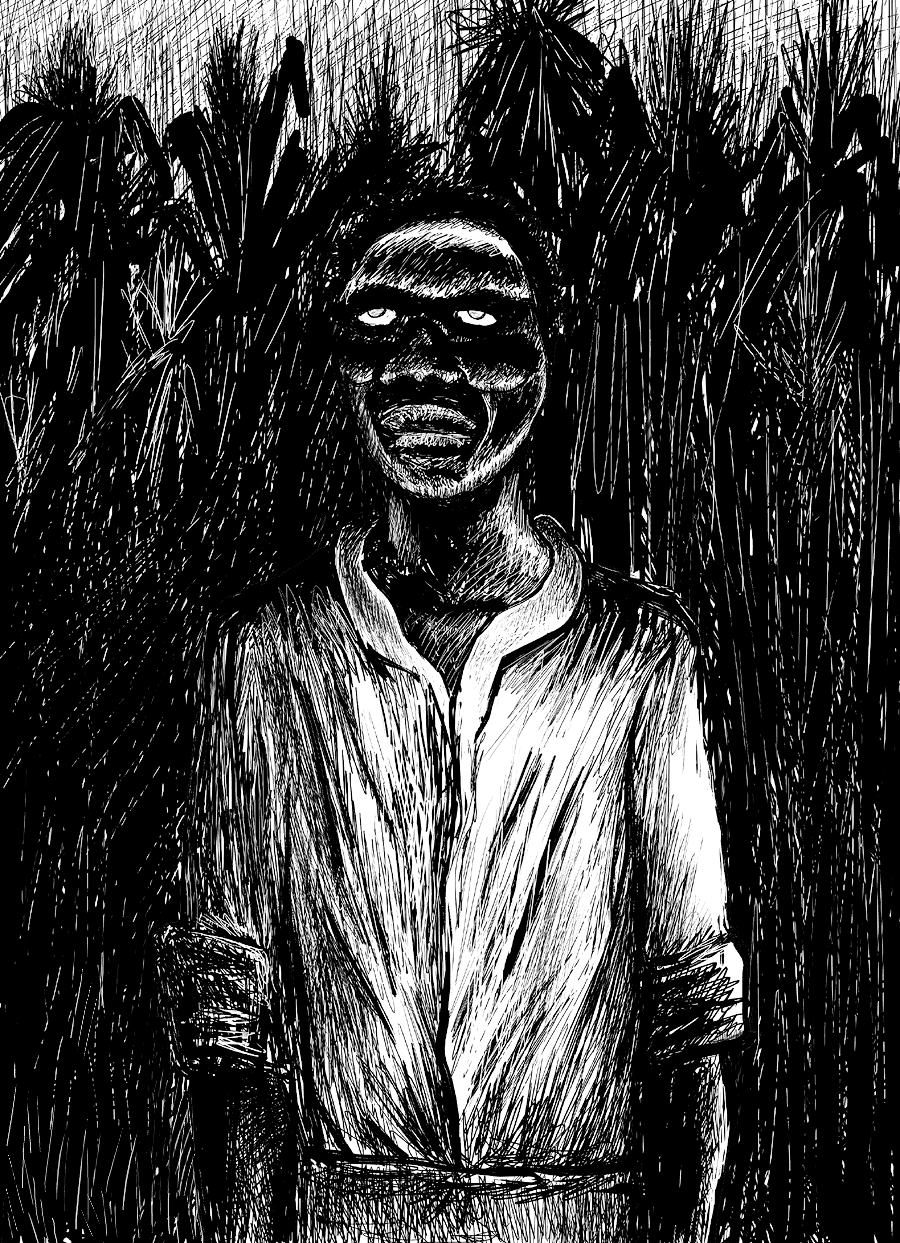
Un zombi haïtien, au crépuscule, dans un champ de canne à sucre (illustration de Jean-Noël Lafargue).

### En Haïti et dans les Antilles
Le concept de zombie a pris une grande importance dans la culture haïtienne. Il est non seulement lié aux racines africaines, mais également à l'esclavage et à l'oppression dans l'ile.
La première mention connue du terme « zombi » dans les Antilles est faite dans l'œuvre de Pierre-Corneille Blessebois, Le Grand Zombi du Pérou, ou La comtesse de Cocagne,. Dans ce roman autobiographique, faisant référence à sa période à Basse-Terre, en Guadeloupe, la figure du zombie est essentiellement un esprit mauvais, être désincarné.

### Explications du phénomène

#### Situation de camisole chimique
En 1937, l'écrivaine et folkloriste américaine Zora Neale Hurston s'est rendue en Haïti pour enquêter sur le cas de Felicia Felix-Mentor, morte et enterrée en 1907, dont on racontait qu'elle errait encore trente ans plus tard sous la forme d'un zombie. L'écrivaine conclut son enquête en affirmant que les cas de zombies ne sont que des personnes sous psychotropes, privées de leur volonté, et non des morts-vivants.
En 2022, Philippe Charlier, médecin légiste, archéologue, anthropologue et directeur de la recherche et de l'enseignement au Musée Quai Branly Jacques Chirac, déclare avoir été témoin de l'existence des zombies à Haïti : « Les zombies en Haïti sont des individus qui étaient des violeurs, des assassins et pour lesquels le tribunal n'était pas assez efficace. Ils ont donc été jugés par une justice parallèle par des sociétés secrètes en marge du vaudou. On décide de leur infliger une peine pire que la mort, ce qu’on appelle la zombification. La personne va être droguée à son insu, va subir un enterrement factice, en étant conscient en permanence les yeux grands ouverts, va être enterrée vivante sans savoir si on va venir la récupérer. On vient ensuite profaner la sépulture pendant la nuit, on lui change son nom et cet individu va être considéré comme un esclave privé de tout libre-arbitre. »
Dans le vaudou haïtien, le zombie serait ainsi une personne victime d'un bokor (prêtre vaudou), plongée dans un état cataleptique par administration d'une drogue supposément à base de tétrodotoxine. Elle est administrée sous forme de liquide à ingérer ou par contact avec la peau sous forme de poudre (placée notamment dans les chaussures ou à l'intérieur des vêtements, cette poudre est associée à une substance urticante du type venin de crapaud pour que la personne se gratte et que la poudre pénètre la peau). Selon les sources, le poison aurait un effet limité dans le temps ou pourrait être annulé avec un antidote. Selon le botanique Jean-Marie Pelt, on administrerait après le rituel à la victime une pâte ou un liquide à base d'atropine ou de datura, antidote qui élimine les effets du poison et le fait sortir de sa léthargie. Puis il lui donne une drogue hypnotique qui rend la victime amnésique et la réduit en esclavage, cet état étant facilité par les lésions cérébrales hypoxiques dues au manque d'oxygène dans le cercueil. La tétrodotoxine ayant détruit leurs fibres nerveuses sensitives, certains zombies rendus insensibles aux petites blessures ont des muqueuses nécrosées (comme la langue ou le voile du palais, ce qui leur donne une voix caverneuse),[source insuffisante].
Dans un article de 2008 intitulé Zombies and Tetrodotoxin et paru dans le Skeptical Inquirer, Terence Hines déconstruit le rôle de la tetrodotoxine. Il explique comment la croyance que la tétrodotoxine présente dans des « poudres à zombie » provoquerait la zombification a pour la première fois retenu l'attention du public en 1985 dans le livre intitulé The Serpent and the Rainbow de Wade Davis. Ce dernier décrit ses voyages en Haïti, son introduction à la culture haïtienne et ses tentatives de se procurer une poudre qui permettrait de transformer les gens en zombies. Hines affirme que le livre de Davis est un excellent exemple de touriste crédule escroqué par des arnaqueurs locaux et que le livre est rempli d'absurdités scientifiques. Hines explique aussi que plusieurs échantillons de « poudre à zombie » fournies par Davis ont été analysés en 1986 par Kao et Yasumoto. Ceux-ci n'ont trouvé que des traces insignifiantes de tétrodotoxines dans les échantillons et en ont conclu que l'affirmation largement véhiculée par les journaux non spécialisés (« lay press ») que la tétrodotoxine était un agent de la zombification n'avait pas de fondements factuels.

## Les «revenants» dans l'imaginaire occidental

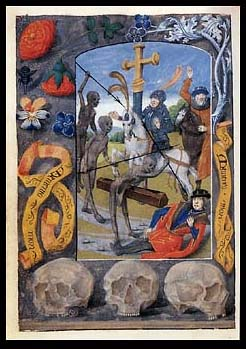
Le Dit des trois morts et des trois vifs, miniature du Maître d'Édouard IV, tirée d'un livre d'heures du XVe siècle : des morts-vivants putrescents mais agressifs.

La conception la plus courante du zombie dans les œuvres de fiction contemporaine, à savoir le cadavre partiellement décomposé qui se nourrit de chair humaine, ne dérive pas du folklore vaudou, mais d'une vision des morts-vivants qui hante depuis longtemps l'imaginaire occidental et s'est manifestée avec une force particulière à la fin du Moyen Âge et à la Renaissance, soit bien avant l'apparition du cinéma.
La croyance aux revenants s'est développée parmi les hommes dès que ces derniers ont pris conscience de la mort et ont commencé à concevoir une existence après le trépas.[réf. nécessaire] Contrairement à une idée couramment reçue, la distinction entre les morts-vivants purement matériels et les morts-vivants spirituels (les fantômes) était beaucoup moins nette qu'elle ne l'est aujourd'hui parmi les peuples de l'Antiquité et du Moyen Âge. Dans l'imaginaire des Occidentaux d'autrefois, les spectres ne ressemblaient pas forcément à des hommes vivants, mais pouvaient au contraire avoir l'allure de cadavres. D'après l'écrivain Lucien de Samosate, qui vécut au IIe siècle après Jésus-Christ, les Grecs et les Romains se représentaient parfois les revenants hantant les cimetières comme des squelettes ranimés couverts de robes noires. Un conte traditionnel breton recueilli par Anatole Le Braz à la fin du XIXe siècle relate l'histoire d'un fossoyeur brisant par mégarde la poitrine d'un mort en creusant une tombe. La nuit tombée, le cadavre du défunt lui rend visite dans sa maison, afin de lui reprocher amèrement son acte, et, dans le but de l'impressionner davantage, il lui montre sa poitrine. Celle-ci n'est plus qu'une bouillie verdâtre d'où émergent des fragments de côtes cassées. Le revenant semble donc en pleine pourriture, il est manifestement davantage matériel que spirituel. À travers ces croyances folkloriques de la vieille Europe, on voit donc déjà apparaître l'image du zombie telle que la développeront les films d'horreur à partir de La Nuit des morts-vivants.

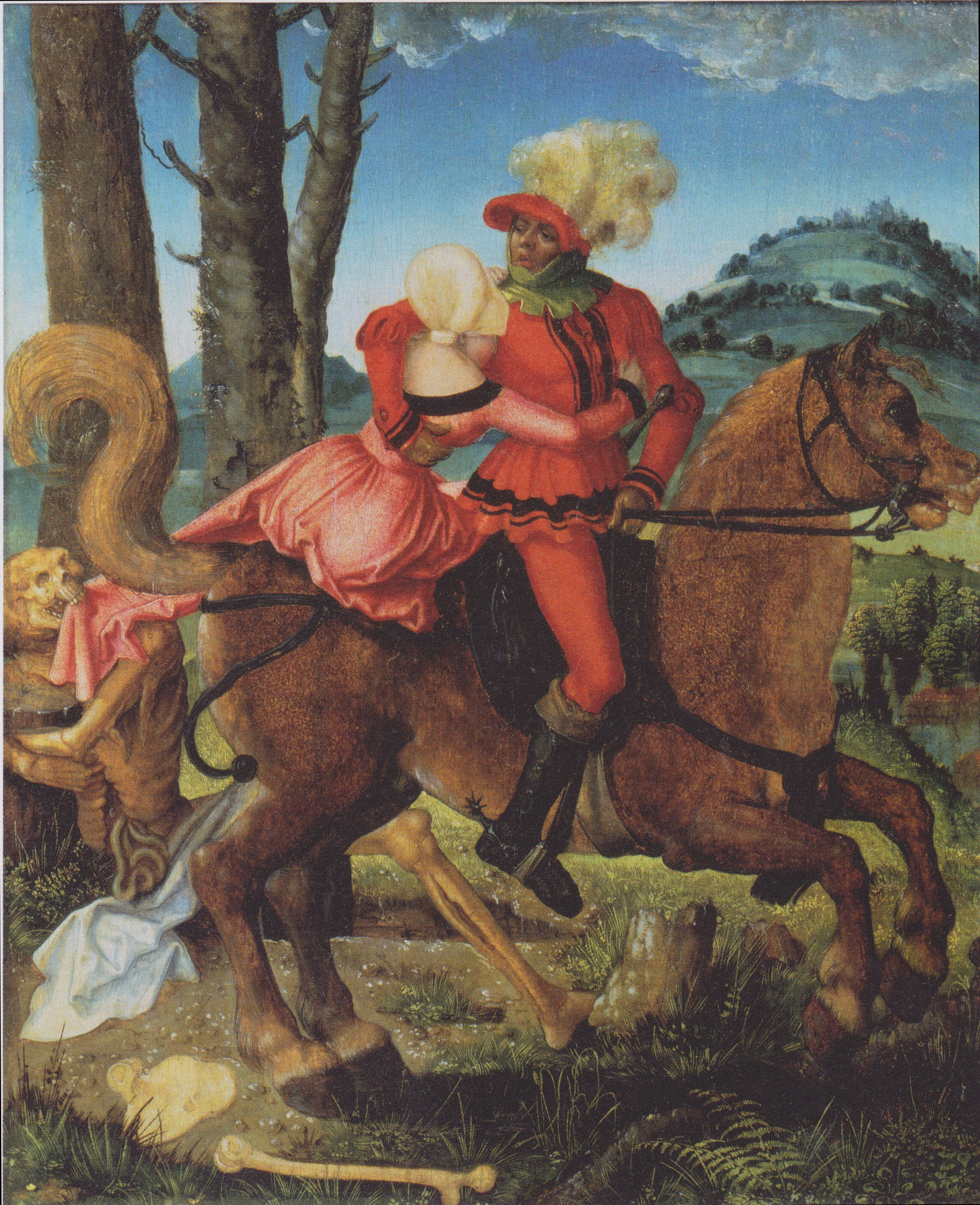
Hans Baldung Grien, Le Chevalier, la jeune fille et la Mort : une scène d'horreur proche de celles des films modernes.

Au XIVe siècle, à l'occasion de la forte mortalité engendrée par la grande épidémie de peste de 1348, cette figure populaire du revenant fut récupérée par la peinture dans le cadre des danses macabres et des nombreuses illustrations du Dit des trois morts et des trois vifs (légende racontant la rencontre inopinée de trois jeunes seigneurs avec trois morts-vivants plus ou moins putréfiés). À l'origine, il s'agissait d'inciter les gens, par le spectacle de la pourriture et de l'horreur du cadavre, à se détourner des biens terrestres et à embrasser un idéal moral plus ou moins inspiré du renoncement ascétique des moines. Cependant, à partir du XVe siècle, ces peintures et ces dessins macabres se détournèrent de plus en plus de leur but initial et ils se mirent surtout à illustrer des histoires de revenants, sans véritable intention moralisatrice ou religieuse.
Aux alentours de 1497, Albrecht Dürer exécuta une gravure intitulée Incabus ou Femme attaquée par la Mort. Celle-ci représente un cadavre animé barbu, commençant à se décomposer, qui agresse une femme épouvantée et tente de soulever sa robe. Dürer grava aussi une représentation du Dit des trois morts et des trois vifs où les trois revenants sont des cadavres putrescents qui, au lieu de donner une simple leçon de morale aux trois jeunes seigneurs, les renversent violemment de leurs chevaux et tentent de les tuer. L'un des plus importants disciples de Dürer, Hans Baldung Grien, s'engagea dans la même veine morbide et il n'hésita pas à surenchérir dans les saynètes macabres. Dans l'un de ses tableaux intitulé Le Chevalier, la jeune fille et la Mort, actuellement conservé au musée du Louvre, il montre un chevalier essayant de soustraire une infortunée jeune fille aux griffes d'un cadavre presque entièrement pourri, dont la chair des membres tombe en lambeaux tandis que son ventre ouvert laisse échapper des entrailles noirâtres. En dépit de ses efforts, le revenant lui arrache sa bien-aimée en mordant sa robe avec hargne, comme s'il voulait la dévorer. On se trouve donc en présence d'une scène d'épouvante exactement comparable à celles des films de zombies contemporains, d'autant plus qu'on ne peut savoir si le cadavre ranimé est la Mort ou seulement un mort : en effet, il ne possède pas les attributs ordinaires de la Camarde, à savoir la faux, la lance ou le sablier. Dans le même registre, Hans Baldung Grien exécuta aussi une toile intitulée La Mort et la Femme. Une femme nue et potelée est agressée par un cadavre en pleine pourriture et au visage réduit à une tête de mort, lequel la mord au menton et s'apprête visiblement à la manger. Là encore, il est clair que Baldung Grien a donné à son œuvre deux significations : le revenant peut être la Faucheuse, mais ce peut être aussi un mort-vivant ordinaire qui attaque simplement une victime innocente.[réf. nécessaire]
Dans l'art macabre de la fin du Moyen Âge et de la Renaissance, on pourrait signaler d'autres peintures dans le même style. Le Triomphe de la Mort de Brueghel l'ancien, par exemple, représente l'invasion du monde par une armée de revenants surgis de leurs tombes et conduits par la Camarde elle-même. La plupart d'entre eux sont des squelettes ranimés, mais on peut aussi apercevoir dans leurs rangs des cadavres à moitié pourris, encore recouverts de chair ou de peau parcheminée. Sous la direction de leur reine, ils massacrent tous les vivants qu'ils trouvent devant eux. Cette œuvre ne possède pas de vraie dimension religieuse : Dieu en est absent, tout comme la perspective chrétienne de la résurrection de la chair. On a l'impression que l'artiste s'est juste livré à une rêverie sur le destin de la terre si cette dernière devait affronter la brusque réanimation des défunts dormant dans les cimetières. Par là, Brueghel a véritablement annoncé le thème majeur de multiples films de zombies réalisés depuis 1968 : la conquête de la terre par des revenants qui déciment les vivants.[réf. nécessaire]
Comme il peut être constaté, l'imagination populaire occidentale contient depuis très longtemps des créatures analogues aux zombies des films d'horreur modernes. Ces derniers ont abondamment puisé dans ce fonds folklorique, bien plus que dans les croyances liées au vaudou. Il convient toutefois de noter que les historiens de l'art n'emploient pas le terme de zombie pour désigner les morts-vivants putréfiés mis en scène par l'art macabre de la fin du Moyen Âge et de la Renaissance. En effet, cette notion leur paraît anachronique et ils préfèrent parler de « transis ». Néanmoins, de par leur évidente parenté avec les monstres représentés par George A. Romero et ses successeurs, on peut déjà les considérer comme les ancêtres des zombies des films d'horreur réalisés à partir de la fin des années 1960.

## Dans la culture populaire et la fiction
C'est lors de l'occupation d'Haïti par les États-Unis de 1915 à 1934 que le personnage du zombie a été introduit dans le patrimoine culturel américain.
Dans l'imagination populaire et les œuvres fantastiques (notamment les romans, les productions cinématographiques et les jeux vidéo), le zombie est considéré comme une créature fantastique morte-vivante « levée » par des magiciens dotés d'un savoir dans les arcanes de la nécromancie. En effet, la croyance haïtienne concède aux sorciers un vrai pouvoir de ressusciter les morts pour les rendre esclaves. Selon cette même croyance, le zombie est censé se reconnaître par les caractéristiques suivantes :
- il ne parle pas, mais émet des gémissements ;
- il se nourrit de chair vivante ;
- ses capacités cognitives sont altérées ;
- il a les yeux blancs ou rouges ;
- son organisme commence à se décomposer lentement, ce qui provoque une peau blafarde ou pourrie, une odeur atroce, des os et muscles plus fragiles ;
- des blessures mortelles et des plaies ouvertes sont visibles sur son corps, il boite fréquemment d'une jambe.

Cependant, le thème du mort animé par la magie est de moins en moins fréquent : le climat de psychose d'une guerre biologique et la volonté de réalisme des spectateurs, lecteurs et joueurs ont généralisé le concept de l'humain bien vivant mais infecté par un virus (souvent par la morsure d'un autre zombie) attaquant son cerveau, lui faisant perdre toute humanité et le poussant à se nourrir de chair humaine.
Depuis 2010, l'Université de Baltimore propose un cours sur les zombies dans le cadre d'une formation sur la culture pop,.

### Constantes et différences entre auteurs

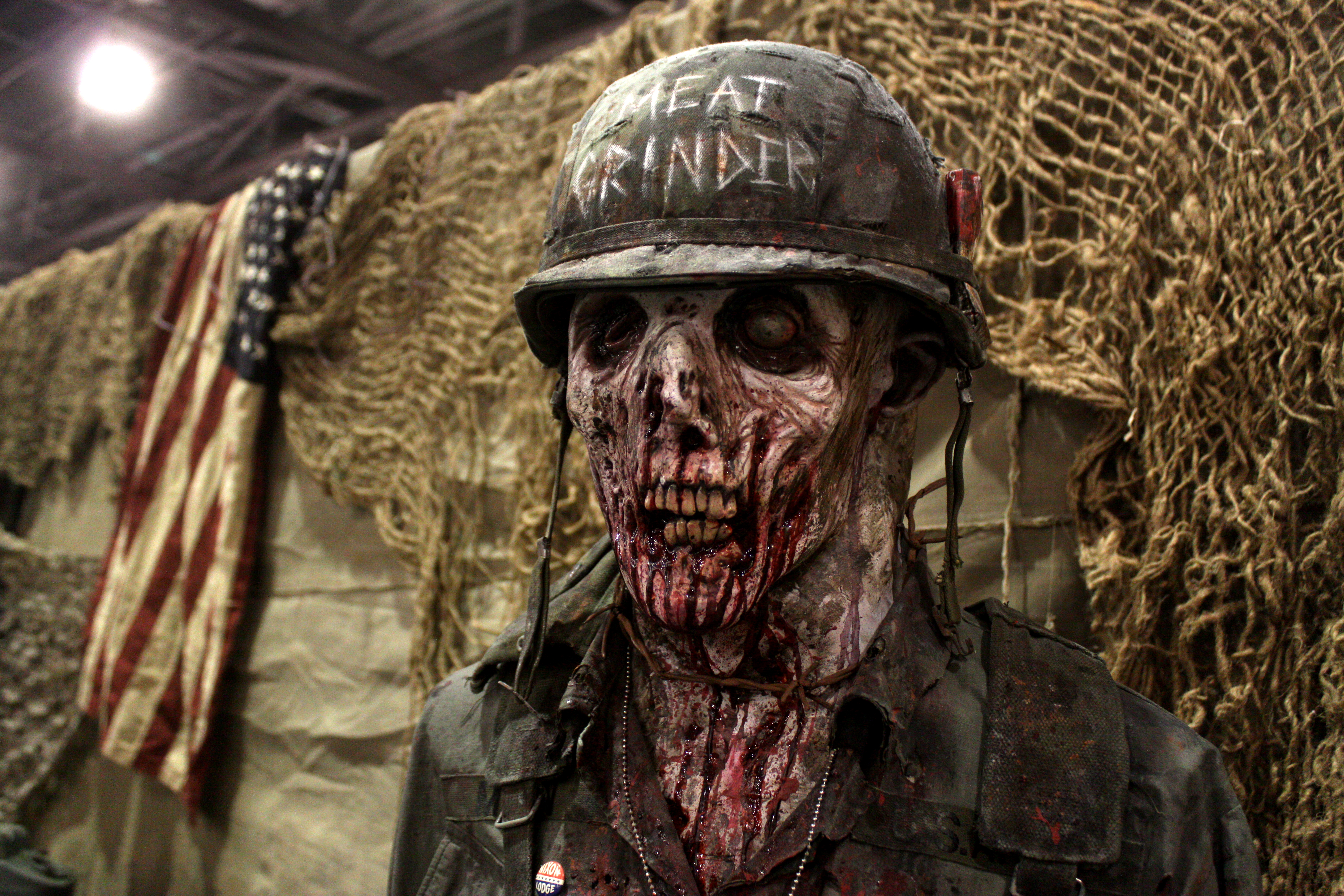
Statue de zombie, Phoenix Comicon (Phoenix, Arizona).

L'apparition du « zombiisme », sa potentielle transmission, les caractéristiques des zombies et leur destruction diffèrent largement selon les auteurs. Techniquement, un zombie correspond à un mort revenu à la vie. Lorsque l'origine virale est utilisée, il s'agit techniquement de contaminés, non de zombies.
Ainsi, bien que la pandémie virale soit fréquemment utilisée, il n'existe aucune règle concernant l'apparition du phénomène. En général, les auteurs, comme Romero ou Kirkman, n'expliquent pas son apparition. Un polluant (Dance of the Dead), une arme chimique (Resident Evil, Flight of the Living Dead), une malédiction ou un tour de sorcellerie (Dead Snow), un phénomène astrophysique (Un horizon de cendres) ou un virus (28 jours plus tard, Zombieland) sont les origines les plus fréquentes.
Selon l'origine et l'auteur, plusieurs caractéristiques vont différer :
- le retour à la vie des morts décédés bien avant l'apparition du phénomène est assez rare, et n'est pas possible dans de nombreux scénarios. Dans Un horizon de cendres en revanche, Serge Gainsbourg ou encore un légionnaire romain reviennent à la vie ;
- l'aspect (couleur, décomposition), les capacités physiques (sens, force, vitesse) et le mental (souvenirs, réflexes, utilisation d'armes ou d'outils, communication) des zombies varient du tout au tout, y compris au sein d'une même franchise. Chez Romero seul par exemple, les zombies sont lents dans les films originaux, rapides dans les remakes, Big Daddy utilise des outils et communique avec les autres zombies dans Le Territoire des morts, tandis que Bub (Le Jour des morts-vivants) réalise le salut militaire et diverses opérations de domestication ;
- devenir un zombie, qui peut être réalisé par contamination (cas de virus), soit, plus fréquemment, de manière inéluctable après la mort, que l'on ait été mordu ou non. Chez Romero ou Kirkman, si la morsure ne transforme pas en zombie, elle entraîne en revanche toujours la mort, qui elle permet la réincarnation en zombie ;
- la vitesse de zombification, ou de mort à la suite d'une morsure, va de quelques secondes à plusieurs jours. Selon les besoins du scénario, la mort et/ou la transformation varient au sein d'une même œuvre ;
- certains zombies dévorent leurs victimes, là où d'autres se contentent des entrailles ou du cerveau. Certains zombies se dévorent entre eux, mais c'est assez rare. Chez Marvel Zombies de Kirkman, le zombie d'Iron Man explique que les autres zombies ont un goût répugnant, ce qui empêche les zombies de s'attaquer les uns les autres ;
- la manière de tuer un zombie diffère largement là aussi, mais la plupart des auteurs se retrouvent autour de la destruction du cerveau (balle dans la tête, pour le plus fréquent). La décapitation est bien souvent dangereuse, car si le corps devient inoffensif, la tête reste active et continue à mordre. Le feu, le manque de nourriture, parfois même l'eau bénite sont autant de méthodes parfois utilisées. Les zombies de Russo en revanche ne peuvent être combattus que par arme nucléaire ;
- chez Max Brooks (World War Z), on apprend que le froid intense (fortes gelées ou froid persistant des zones polaires ou péri-polaires) aurait un effet inhibant sur les zombies. En effet les zombies gèlent par grand froid. Le danger est que ça leur permet d'être « conservés » pendant des années, voire des décennies, et aboutir sur une nouvelle épidémie en cas de dégel.

### Littérature

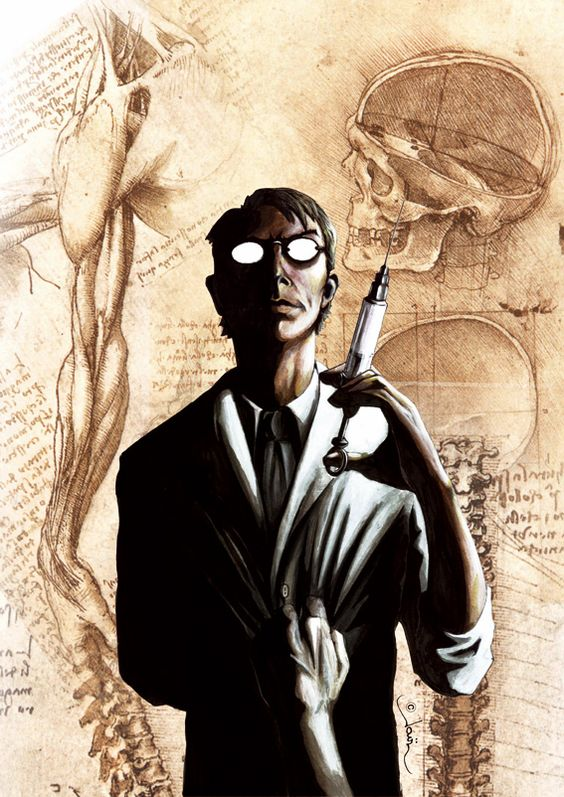
Herbert West, réanimateur, nouvelle de Howard Phillips Lovecraft.

Le monstre de Frankenstein est probablement le mort-vivant le plus connu de la littérature, et dont l'origine se rapproche le plus du zombie vaudou. Cependant, il demeure trop intelligent et autonome pour remplir les critères du zombie, sans compter que son corps n'est pas constitué d'un seul cadavre précis. En 1922, dans sa nouvelle Herbert West, réanimateur, l'écrivain américain Howard Phillips Lovecraft décrit des corps morts mus par des procédés scientifiques qui deviennent des créatures violentes, taciturnes et incontrôlables. Ces caractéristiques ne sont pas sans évoquer les zombies de Romero qui apparaîtront quelques décennies plus tard. L'auteur avouera dans ses lettres avoir souhaité faire de ce récit une parodie du Frankenstein de Mary Shelley et décrit des scènes violentes et macabres à dessein.
Un des premiers romans traitant de l'invasion des morts-vivants est Je suis une légende (1954) de Richard Matheson, où le héros Robert Neville dernier homme sur terre s'est donné pour mission de « tuer » des créatures présentant toutes les caractéristiques des vampires et de chercher en même temps, autant que faire se peut, un remède à la pandémie qui a provoqué ce phénomène. La nouvelle de 1959 Vous les zombies de Robert A. Heinlein peut aussi être considérée comme une des premières allusions aux zombies même si elle traite essentiellement de voyage dans le temps plutôt que d'horreur avec des zombies.
L'auteur Max Brooks est connu comme le maître de littérature contemporaine de zombie. Il a écrit deux livres sur les zombies. Son premier livre, The Zombie Survival Guide: Complete Protection from the Living Dead est un guide de survie à une épidémie de zombies. Son deuxième livre, World War Z, est une histoire fictive de pandémie de zombies.
Parmi les livres sur les zombies, on trouve différents types de littérature. D'abord les livres classiques sur le thème, avec une description de la propagation du virus ou avec la situation post-apocalyptiques où l'on suit les survivants non-contaminés. Par exemple : Chroniques de l'Armageddon de J. L. Bourne, Homeland of the Dead de Craig DiLouis. Apocalypse Zombie de Jonathan Maberry, Vivants d'Isaac Marion (Warm Bodies en est l'adaptation cinématographique). L'auteur J. K. Rowling a utilisé le concept des zombies dans le livre de fantasy jeunesse Harry Potter et le Prince de sang-mêlé et leur a donné le nom d'« inferi » — bien que les zombies existent aussi dans cet univers.
On trouve beaucoup de romans qui combinent histoire de zombie avec histoire d'amour ou humour : J'ai embrassé un zombie (et j'ai adoré) d'Adam Selzer, Zombie Thérapie. Un Cerveau pour Deux de Jess Michaels, ou Zombie Business du même auteur.
D'autres livres parodient parfois des classiques de la littérature en les transposant dans un monde infesté de zombies. Orgueil et Préjugés et Zombies (2009) adapte le roman de Jane Austen Orgueil et Préjugés (1813) au thème zombie. On retrouve alors la famille Bennet qui combat l'invasion des morts-vivants dans l'Angleterre du début du XIXe siècle.

#### Bande dessinée et manga

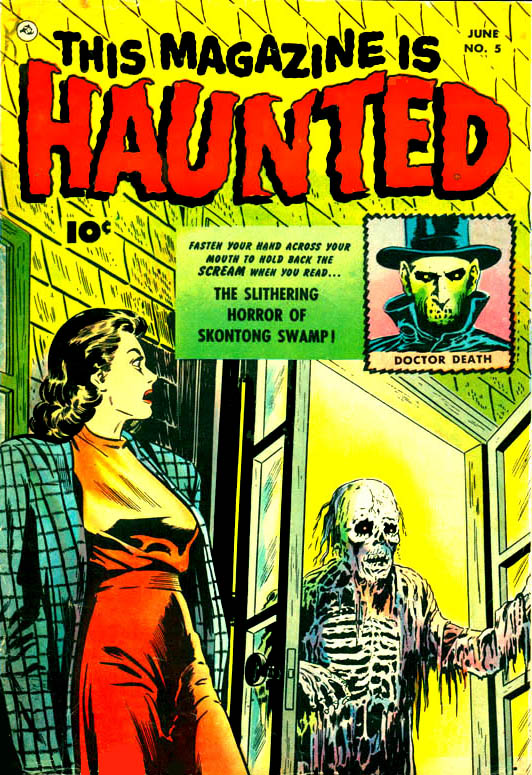
Couverture du comic-book This Magazine is Haunted no 5, publié par Fawcett Comics (juin 1952). Illustration de Sheldon Moldoff.

Robert Kirkman, un américain fan de Romero, a lancé en 2003 une série de comics intitulée The Walking Dead, illustrée par Tony Moore et publiée par Image Comics. La série narre les péripéties d'un groupe de personnes essayant de survivre dans un monde peuplé de zombies. Les comics ont été adaptés en série télévisée sur la chaine câblée américaine AMC en octobre 2010. En 2003 également, Jerry Frissen et Guy Davis (comics) ont lancé Les zombies qui ont mangé le monde, qui se différencie par son ton de comédie burlesque. Dans leur univers, les zombies ne sont pas méchants mais les vivants doivent cohabiter avec eux. Également, le premier tome au un titre évocateur : Roulette, zombies et canon scié de la série américaine Remains, de Steve Niles et Kieron Dwyer, est distribuée en France en 2005. Zombie Higwhay, de Jason Pell et Roberto Viacava est aussi sorti en France chez Wetta. Une série franco-belge apparaît en 2008, Mort et déterré, réalisée par Jocelyn Boisvert et dessiné par Pascal Colpron, ou un adolescent est assassiné mais ressuscite en zombie, cette fois sympathique, il vient alors pour se venger de son assassin.
Pierre-Yves Gabrion publie par ailleurs chez Casterman la série Scott Zombi. Le collectif français Undead publie un blog BD collectif regroupant des planches sur les zombies, le ZombiBlog. Un autre titre à découvrir, Cryozone, place de façon très originale la thématique d'une poignée de survivants qui luttent contre une horde de morts-vivants, tous coincés dans la froide carlingue d'un vaisseau spatial, perdu aux confins de l'univers. Le manga Highschool of the Dead centre également son histoire sur une invasion de zombies à laquelle doivent survivre un groupe de lycéens. Depuis 2010, Olivier Peru scénarise une série Zombies avec Sophian Cholet et Lucio Leoni au dessin, aux éditions Soleil Productions. Par ailleurs, peuvent être cités les Marvel Zombies, des aventures siégeant dans le monde de Marvel, où l'une des réalités alternatives (comprenant tous les héros de Marvel) est assaillie par des zombies, le mal se répandant aux personnages dotés de super pouvoirs, ces derniers deviennent des super-zombies qui finissent par décimer le monde avant de s'en prendre à la Terre 616.
Dans plusieurs pays, le thème des zombies est décliné : Zombistan de Cem Özüduru en Turquie (2009), ou [REC] Historias inéditas de Jaume Balagueró et Paco Plaza, dans la lignée de leurs films, accompagnés de dessinateurs espagnols ou sud-américains.
Certains mangas se mettent à traiter le sujet des zombies, notamment Highschool of the Dead de Daisuke Satô ou Fortress of Apocalypse d'Yû Kuraishi et Kazu Inabe où respectivement des lycéens et des jeunes en redressement font face à une épidémie de zombies et tentent de survivre tant bien que mal à ces hordes.
Une autre BD mélange le monde des zombies à celui du Rockabilly dans un style humoristique Rockabilly Zombie Superstar : dans le sud des États-Unis, zombies et humains cohabitent jusqu'à ce que Billy Rockerson, fan d'Elvis, se fasse mordre. Ce mélange entre zombie et Rockabilly est devenue commun avec l'arrivée du psychobilly (Rockabilly plus trash, punk, et mêlant l'« horror » au son des fifties).

### Audiovisuel

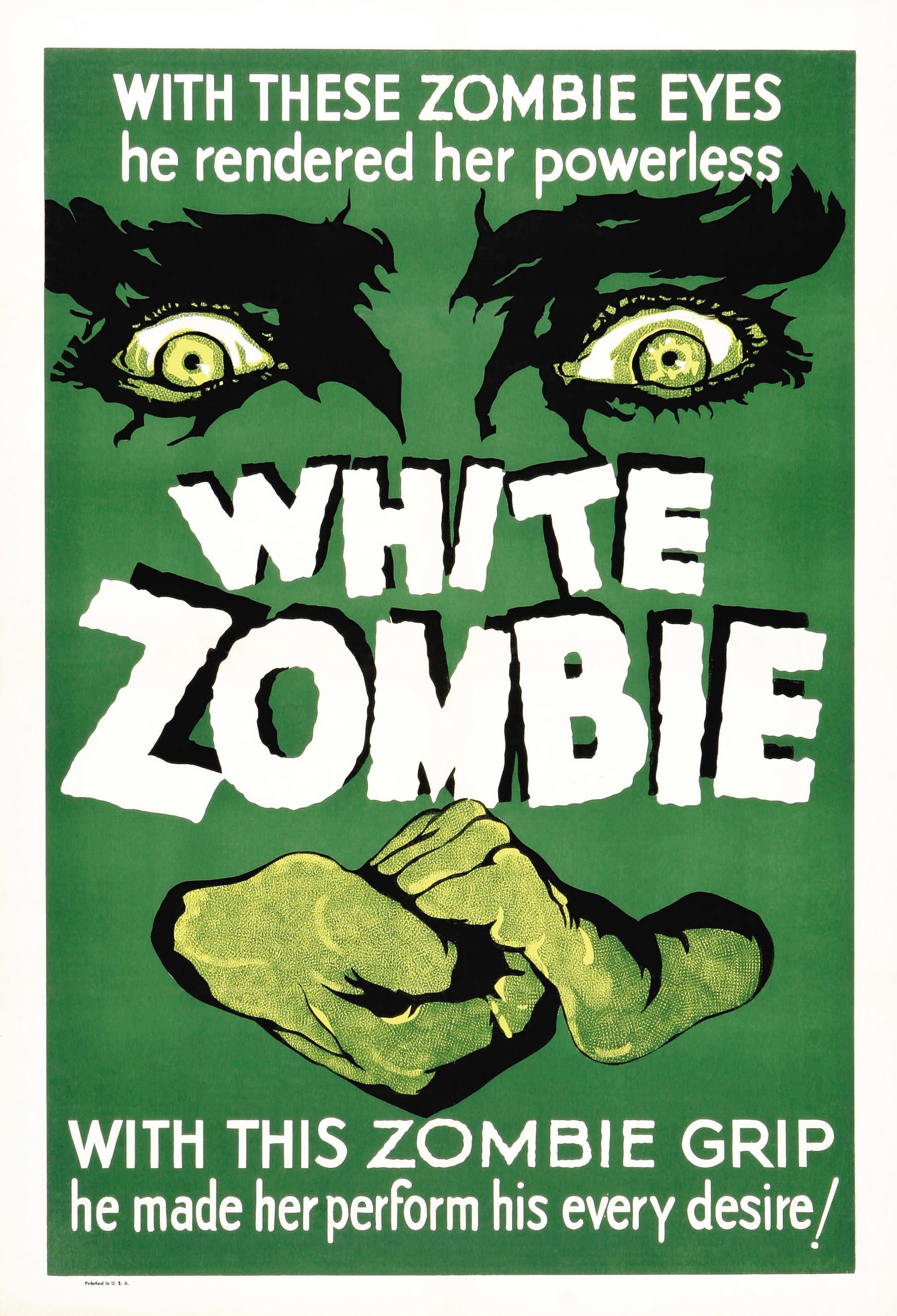
Affiche du film Les Morts-vivants (White Zombie, 1932) avec Bela Lugosi.

De nombreux films d'horreur ont pour thème les zombies, comme L'Emprise des ténèbres (The Serpent and the Rainbow, 1987) de Wes Craven. Mais c'est George A. Romero qui a le plus marqué son empreinte sur ce thème, à travers sa saga des zombies. Les zombies constituent dans ses films un « corps social uni » en opposition aux humains qui « basculent dans le cynisme et dans une brutalité destinée à les préserver ». La désignation « à la Romero » est parfois restée pour parler des zombies « classiques », lents, dépourvus d'intelligence et en fort état de délabrement.
I walked with a zombie est un film réalisé en 1943 par Jacques Tourneur et dont l'ambiance angoissante fonctionne comme la magie vaudou. De nombreux films d'horreur ayant pour thème les zombies ont mis de côté l'aspect vaudou.
Au début du XXIe siècle, le petit écran accueille aussi une nouvelle génération de séries télévisées basées sur le phénomène zombie : The Walking Dead, Death Valley, Dead Set, In the Flesh, Z Nation… Certaines de ces séries TV reprennent de manière classique le thème des zombies, en montrant les survivants après l'apocalypse (The Walking Dead, Z Nation…).
D'autres séries incluent des éléments spécifiques, comme In the Flesh où un remède a été découvert. Les morts-vivants peuvent alors essayer de réintégrer la communauté des vivants, en se maquillant pour dissimuler leur teint blafard, ou en portant des lentilles de contact… Dans la série Les Revenants, des personnes réapparaissent soudainement alors qu'elles étaient mortes depuis quelques années.

### Jeux vidéo

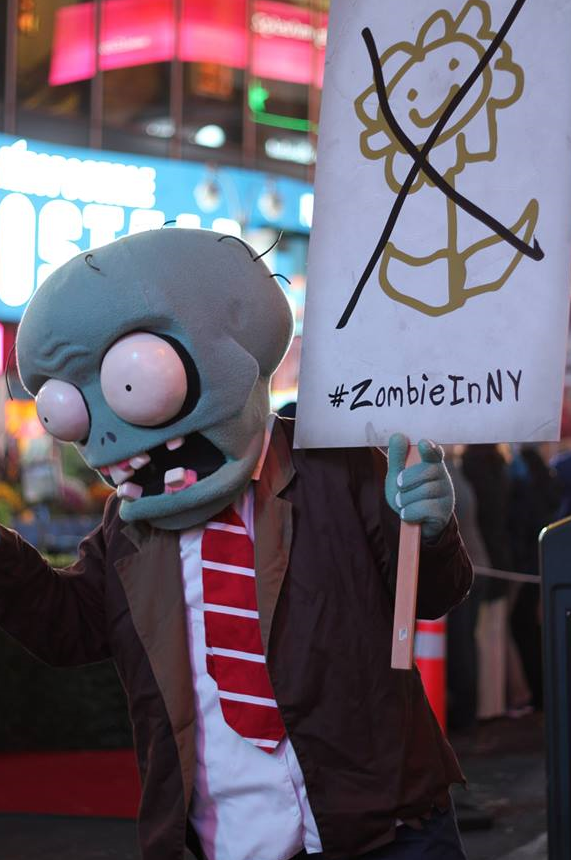
Cosplay d'un des zombies burlesques du jeu vidéo Plants vs. Zombies.

On retrouve les zombies dans deux grands types de jeux vidéo : Survival horror et fantastique. Des séries comme Resident Evil, The House of the Dead et récemment Left 4 Dead ont réutilisé le thème du zombie, l'installant ainsi dans le paysage vidéo-ludique. Les jeux vidéo mettent en scène des zombies le plus souvent sous forme d'ennemis (Zombies ate my neighbors, Resident Evil) à combattre. 
Dans le jeu Half-Life, les zombies sont des êtres humains contrôlés par une espèce parasite appelée « Crabe de tête » de taille conséquente et facilement visible, et non pas par un organisme invisible comme il est question dans la majorité des jeux vidéo. Dans les jeux Mass Effect (série de jeux vidéo), les zombies sont des êtres humains ayant été changé en monstres agressifs et décérébrés, via un processus de zombification est rapide : l'injection de nanites remplace très vite les organes vitaux de la victime par des éléments synthétiques. La franchise The Last of Us présente également un nouveau type de zombies nommés "infectés". Ceux-ci ont alors la particularité de ne pas être contaminés par un virus mais par le cordyceps qui a évolué afin de pouvoir se développer dans le corps humain.
Malgré cette apparence souvent très prédatrice et maléfique des zombies, certains jeux tirent leur épingle du jeu en mettant en scène des zombies complètement stupides et burlesques (Plants vs. Zombies ou Lollipop Chainsaw et ou Stubbs The Zombie in Rebel Without a Pulse ) et même certains jeux proposent carrément de « cultiver » ses zombies comme le jeu sur téléphone et tablettes d'Apple Zombie Farm.

### Jeux de rôle et de plateau

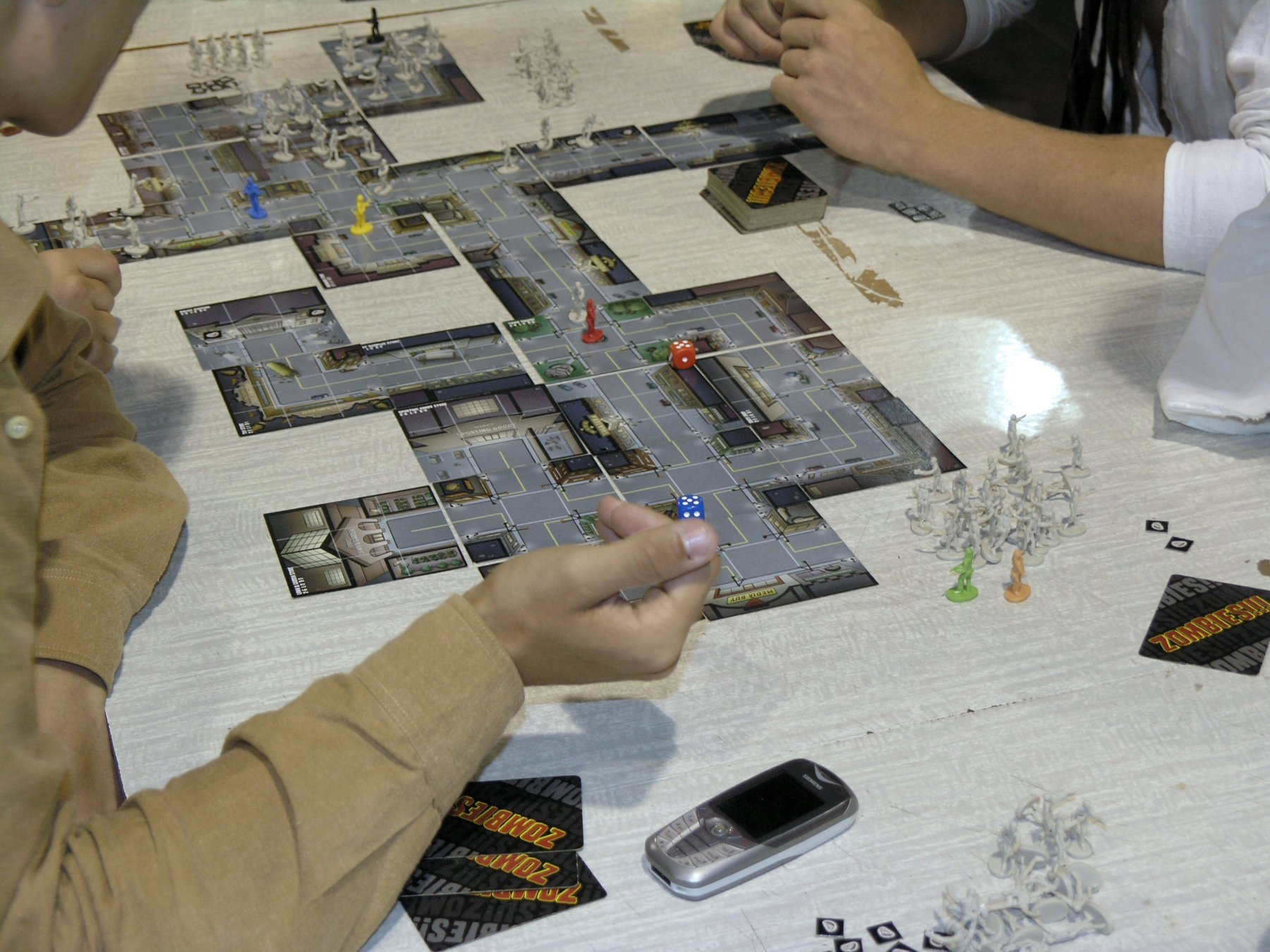
Jeu de plateau Zombies!!!

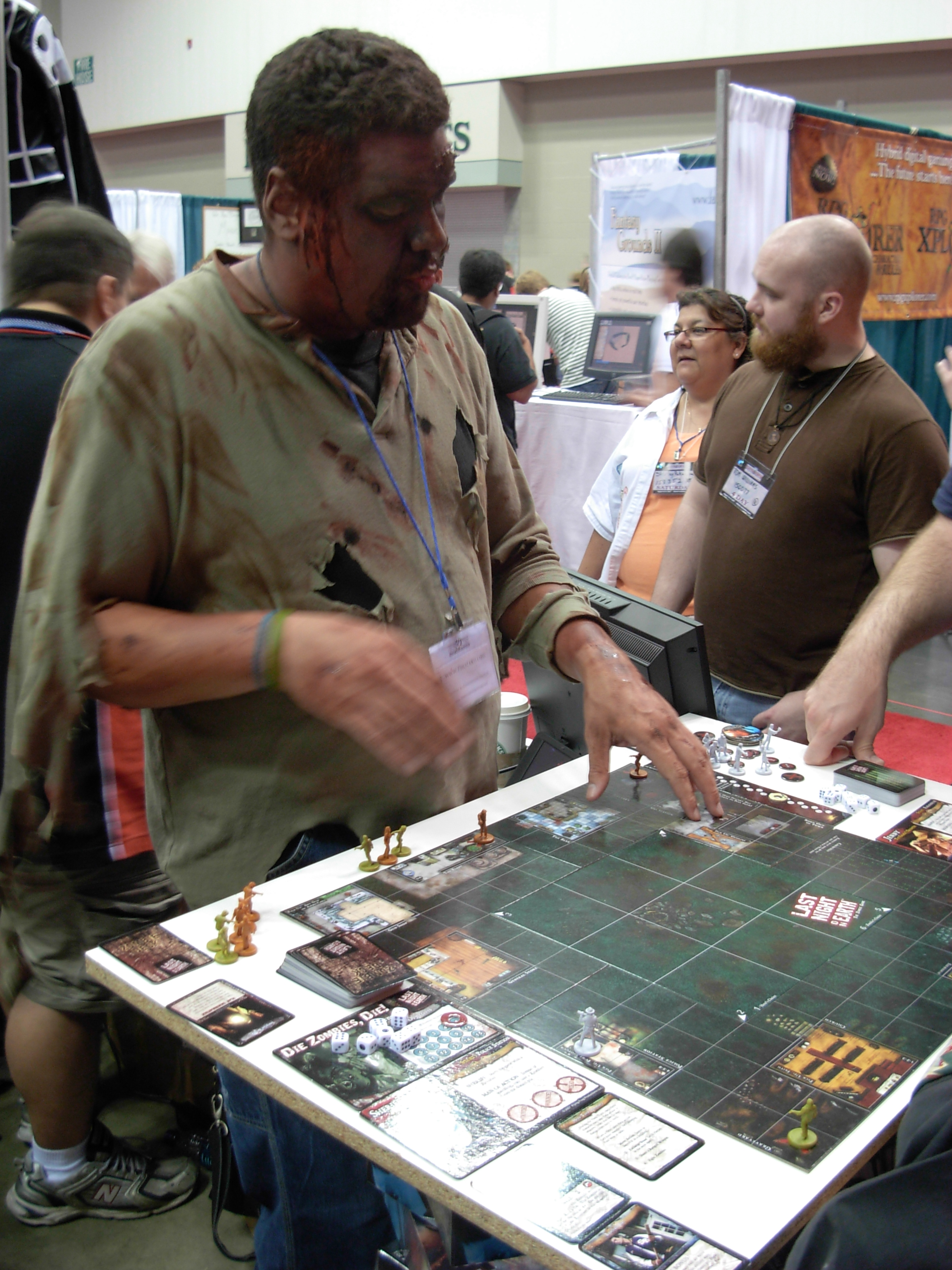
Jeu de plateau Last Night on Earth : The Zombie Game.

Les zombies et autres morts-vivants sont énormément utilisés dans le domaine du jeu de rôle, faisant office d'ennemis peu puissants. Des jeux tels que Dungeons & Dragons ainsi que Warhammer Fantasy Roleplay voient les zombies comme des êtres sans âmes ni libre arbitre, contrôlés par des nécromanciens. Il existe beaucoup de variantes, telles que des zombies frénétiques, goules et autres morts vivants dotés d'une intelligence propre avec des buts précis.
Il existe des jeux de rôles basés uniquement sur les zombies, comme Zombies, Zombi, Z Corps, Enter the Zombie, Imputrescibles ou Blood and Brains et All flesh must be eaten.
Les jeux de société ont vu apparaitre des zombies dans les années 2010, basé sur différents modèles de ces créatures voire sur des récits précis issus de la littérature ou du cinéma.
Les auteurs du jeu Zombie !!!, édité par l'éditeur américain, Twilight Creations Inc., ont été influencés par les films de zombies tel que ceux de G. Roméro. Zombicide, sorti en 2012 et édité par Guillotine Games et CoolMiniOrNot est inspiré par la série The Walking Dead. Les différentes « saisons du jeu » reprennent des moments forts de l'histoire (tel que les rues d'Atlanta, la prison…). C'est un jeu collaboratif dans lequel les joueurs incarnent un survivant. Ils doivent exploiter leurs talents et travailler en équipe pour affronter et massacrer des hordes de morts-vivants.
En 2006, les éditions Asmodée (Zombies) et Nekocorp (Les Morts aux trousses) ont sorti en France des jeux de plateau entièrement tournés autour du personnage du zombie. En 2014 la société Z-First Impact Compagnie a sorti le jeu de plateau, avec une option de réalité augmentée, Z-First Impact dans lequel les joueurs doivent survivre dans un territoire également infesté (de zombies mutants, sur le même mode que dans Left 4 Dead ou encore résident Evil)

### Musique

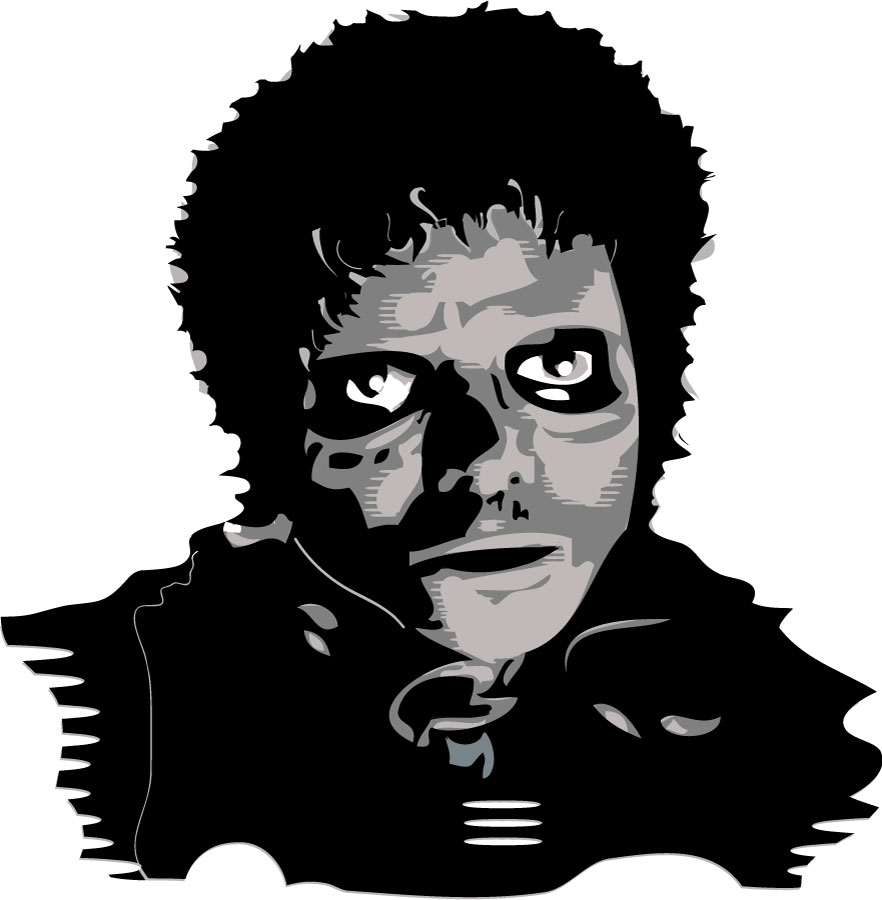
Michael Jackson grimé en zombie dans le clip de Thriller.

Michael Jackson a connu un succès mondial avec le clip de son titre Thriller. Dans ce court-métrage durant près de 14 minutes, réalisé par John Landis, Michael Jackson se retrouve aux prises avec des morts-vivants, devient lui-même un des leurs avant d'exécuter une chorégraphie avec les zombies. Il explique dans une interview qu'il était intéressé par le défi représenté par l'idée de faire danser un ou plusieurs zombies, ce qu'il parvint à faire par une gestuelle incluant un mouvement d'épaule mécanique qu'il inventa.
Le groupe irlandais The Cranberries s'est fait connaitre avec sa chanson Zombie en 1994. Chanson contestataire sur le conflit nord-irlandais, le mot « zombie » est psalmodié par la chanteuse lors du refrain.
Zombie, est le titre d'une chanson de Fela Kuti, publiée dans l'album du même nom, de Fela Kuti & Africa 70 en 1976. Par l'entremise de la figure du Zombie, cette chanson Afrobeat critique les militaires, ce qui entrainera des représailles pour l'artiste : « Le zombie ne pense que si on lui dit de penser. » En 1976 également, le groupe français de zeuhl Magma a publié le titre Zombies (Ghost Dance) sur son album Üdü Ẁüdü.
Le chanteur belge Saule monte en 2015 une comédie musicale intitullée Zombie Kids. La musique en est publiée en 2019.

### Radio
En 2013, le site de podcast français ArteRadio met en ligne une fiction expérimentale, Dead Meat, réalisée sur le thème par Marine Angé.

### Marche des zombies

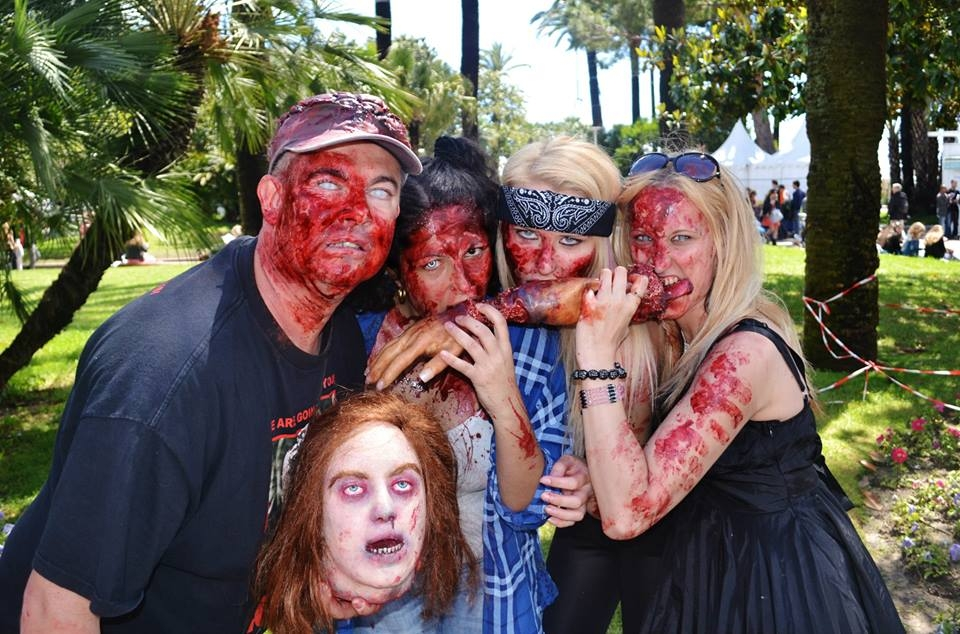
Participants à une marche des zombies durant le festival de Cannes 2013.

Les marches des zombies (de l'anglais zombie walk), apparues en 2005, sont des manifestations publiques, généralement en milieu urbain, au cours desquelles les participants sont grimés en zombies. Les marches des zombies sont la plupart du temps organisées dans un but purement récréatif, mais peuvent également être prétexte à soutenir, sur un mode humoristique, des revendications diverses.

### Bibliographie

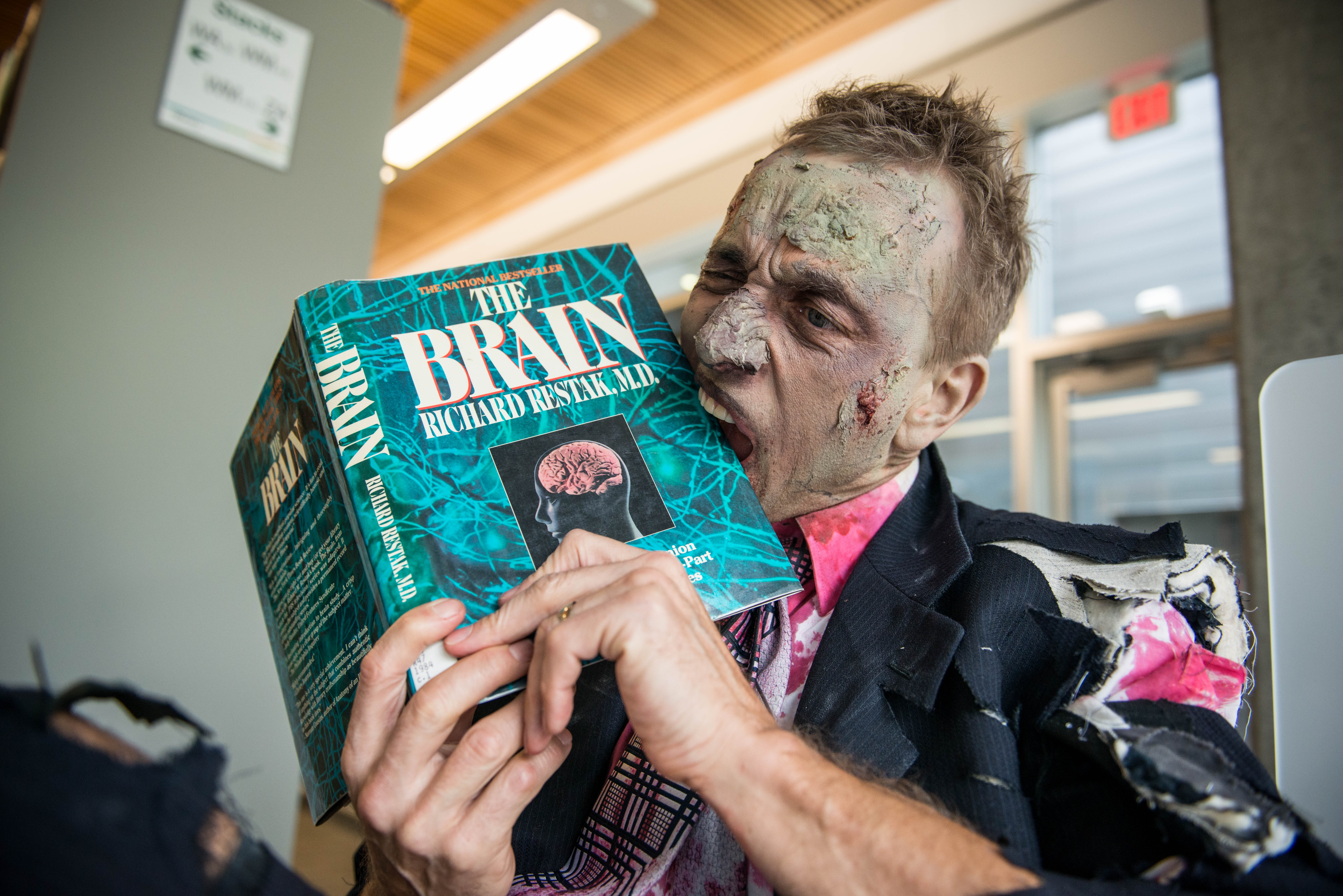
Zombie bibliophile.